# Bradysia longistylia
Bradysia longistylia är en tvåvingeart som beskrevs av Werner Mohrig och Nina Krivosheina 1982. Bradysia longistylia ingår i släktet Bradysia och familjen sorgmyggor. Inga underarter finns listade i Catalogue of Life.